# Bathanthidium emeiense
Bathanthidium emeiense là một loài Hymenoptera trong họ Megachilidae. Loài này được Wu mô tả khoa học năm 2004.